# Endophyllum persoonii
Endophyllum persoonii är en svampart som beskrevs av Lév. 1825. Endophyllum persoonii ingår i släktet Endophyllum och familjen Pucciniaceae.   Inga underarter finns listade i Catalogue of Life.